# Тун
Тун (нем. Thun) — город в Швейцарии, находится в кантоне Берн, является центром округа Тун. 
Население составляет 43 632 человек (на 31 декабря 2019 года). Официальный код — 0942.

## Достопримечательности
- Замок Тун — средневековый замок.

## Спорт
- В 1974 году в Туне проходил чемпионат мира по пулевой стрельбе.
- Ориентирование — в 1981 году Тун принимал летний чемпионат мира по ориентированию.
- Тун (футбольный клуб)

## Города-побратимы

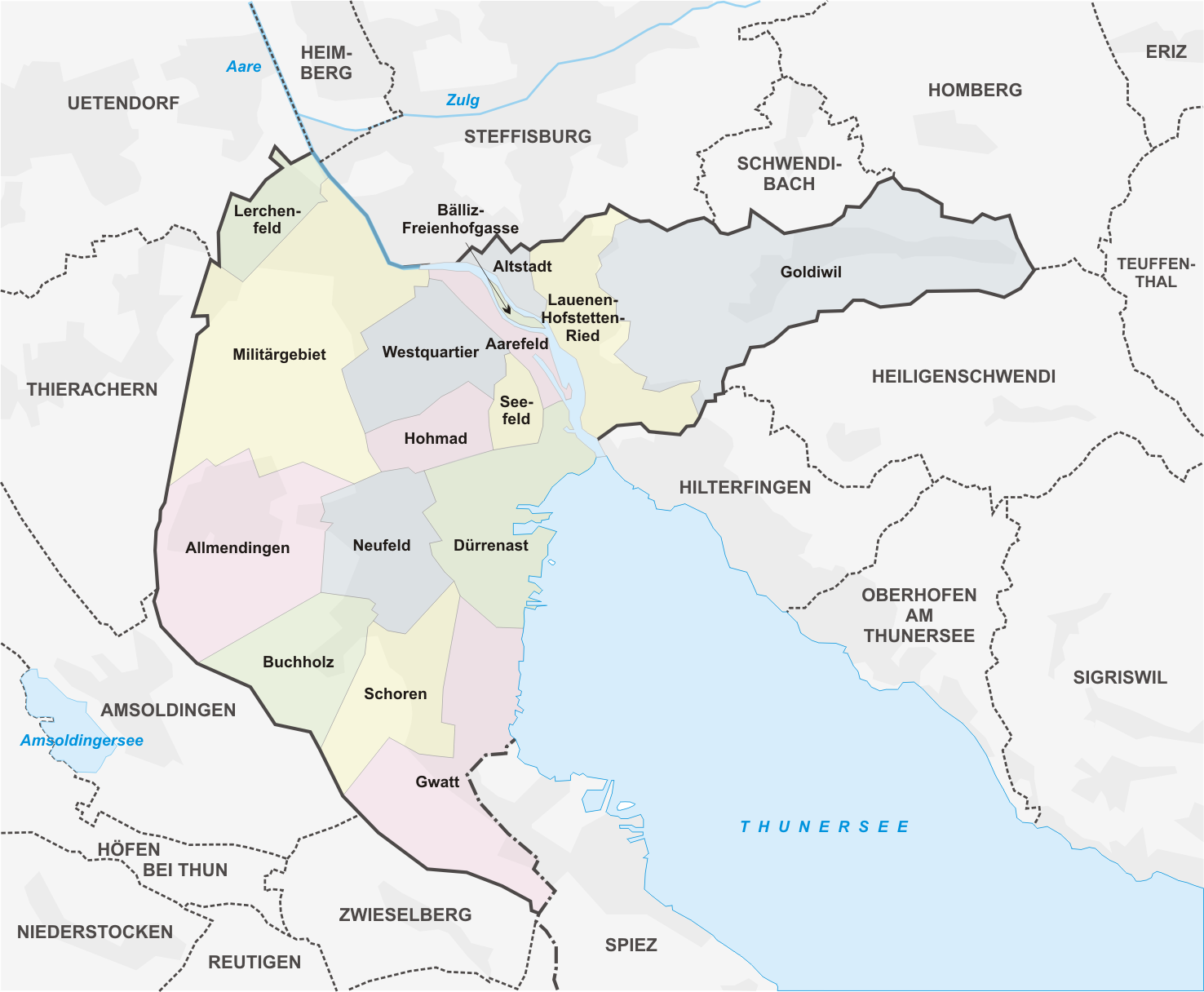
Тун

- Габрово, Болгария
- Гаджаган, Того